# Österlövsta kyrka
Österlövsta kyrka är en kyrkobyggnad som tillhör Hållnäs-Österlövsta församling i Tierps kommun. Kyrkan ligger på en höjd i Strömaråns dalgång, cirka fem kilometer nordväst om Lövstabruk, utmed riksväg 76 mellan Skärplinge och Lövstabruk. Tvåhundra meter sydost om kyrkan har rester påträffats av en tidigare träkyrka med sakristia av tegel.

## Kyrkobyggnaden

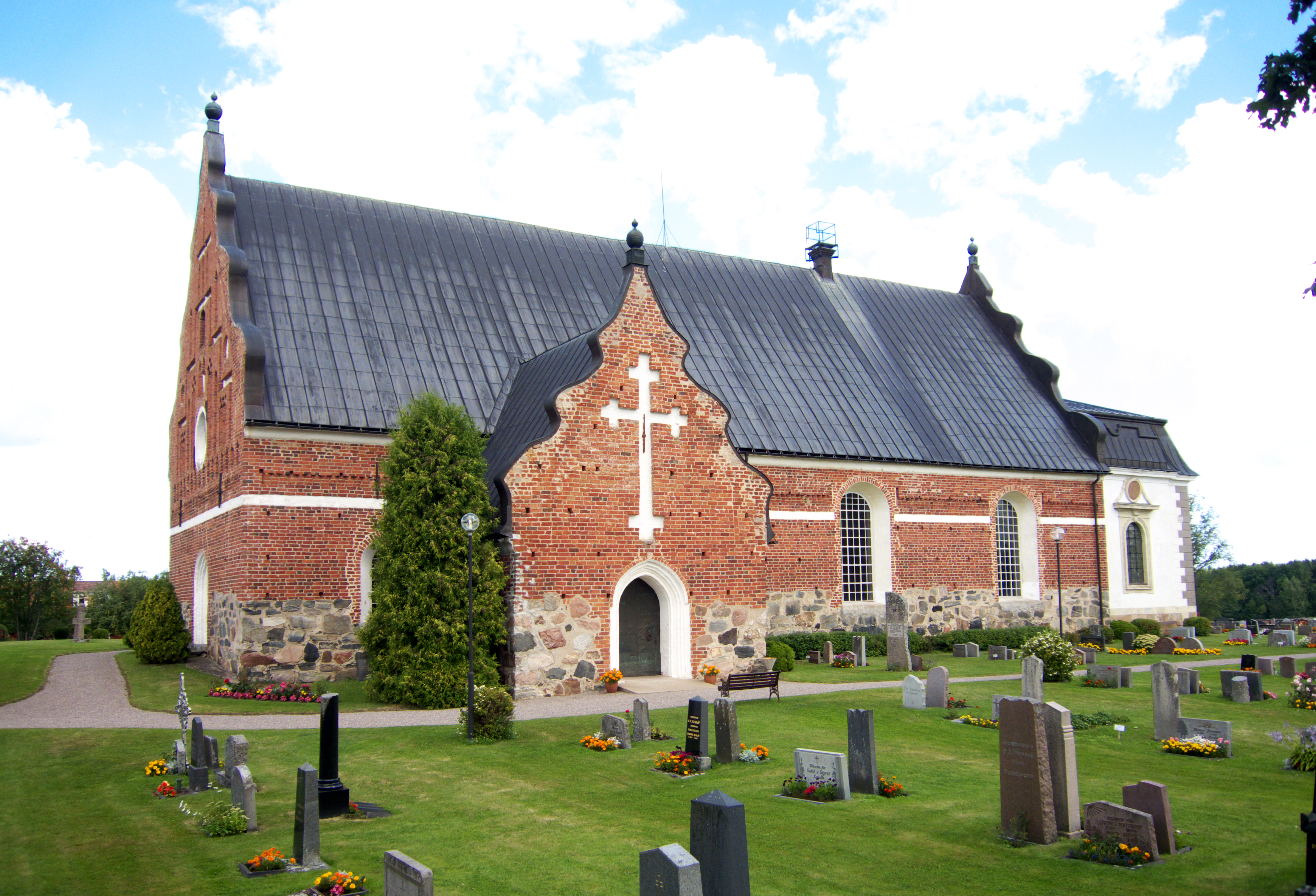
Österlövsta kyrka från söder

Kyrkobyggnaden är uppförd av tegel på en sockel av natursten. Den består av ett rektangulärt långhus och ett kor med samma bredd som långhuset. I norr ligger sakristian och i söder vapenhuset. Öster om koret är ett gravkor i barockstil tillfogat. Gavlarna, som pryds av rika medeltida tegelblinderingar, har en mycket karaktäristisk vågformad kontur.

### Färdigställandet
Kyrkan invigdes 1451 och bestod då endast av långhus med kor. Sakristian och vapenhuset tillkom senare men kan, enligt målningsinskrift, ha färdigställts 1468. Kalkmålningarna utfördes 1468 av Andreas Eriksson som tillhörde Tierpsskolan. Målningarna är främst ornamentala och består av slingrande bladrankor i rött och grönt. 1664 upptogs västgavelns fönster, kalkmålningarna överkalkades och gavlarna fick sin nuvarande svängda form.

### Kyrkbrand och återuppbyggnad
25 juli 1719 brände ryssarna upp kyrkan då inredningen och större delen av kalkmålningarna totalförstördes. Även klockstapeln och prästgården brändes upp. På bekostnad av baron Charles De Geer rustades kyrkan upp och som tack för detta förlänades han patronatsrätt över Österlövsta socken. 1726 var kyrkan färdigställd med ny inredning. Ett gravkor uppfördes 1733 vid kyrkans östgavel för Charles de Geer.

### 1900-talets restaureringar
1914 restaurerades interiören och kalkmålningarna "rekonstruerades". Dessa påmålningar togs bort vid 1956 års restaurering, och hela interiören fick en mer ursprunglig prägel.

## Inventarier
Nuvarande inredning tillkom efter branden 1719. Altaruppsats, predikstol och orgelfasad är tillverkade av en okänd mästare.
- Altaruppsatsen invigdes 1726 och har motivet Jesu dop. Längst ner finns Charles De Geers vapensköld och namnchiffer.
- Predikstolens front har en relief föreställande Kristus som världens härskare. Ljudtaket kröns av De Geers vapen och en kartusch med årtalet 1723.

### Orgel
- 1638 hade kyrkan ett orgelverk tillverkat 1440 av Petrus Hongersson. Orgel hade inskriften Hoc opus perfecit Petrus Hongersson Anno Domini 1440.
- 1667 bygger Anders Bengtsson från Östervåla en orgel med enbart träpipor som församlingen inte var nöjd med och måste återta den redan följande år.
- 1725 bygger Johan Niclas Cahman, Stockholm en orgel med 9 stämmor.[1]

| Manual        |
| Principal 8'  |
| Kvintadena 8' |
| Rörflöjt 8'   |
| Spetsflöjt 8' |
| Oktava 4'     |
| Nasat 3'      |
| Rauskvint 2'  |
| Mixtur III    |
| Trumpet 8'    |

- Den nuvarande orgeln är byggd 1883-1884 av E A Setterquist & Son, Örebro och är en mekanisk orgel med slejflådor. Tonomfånget är på 56/30. Orgeln invigdes söndagen 3 augusti 1884.[2] Fasaden och Principal 8' (fasaden) i huvudverket är från 1725 års orgel. 1959 ombyggd och tillbyggd orgeln av Marcussen & Son, Aabenraa, Danmark. De tog åter i bruk Principal 8' i fasaden.

| Huvudverk I     | Svällverk II      | Pedal         | Koppel |
| Principal 8´    | Rörflöjt 8´       | Subbas 16´    | I/P    |
| Gedackt 8´      | Principal 4´      | Oktava 8´     | II/P   |
| Oktava 4'       | Waldflöjt 2'      | Kvintadena 4' | II/I   |
| Spetsflöjt 4'   | Kvinta 1 1/3'     | Basun 16'     |        |
| Oktava 2'       | Scharf II         |               |        |
| Sesquialtera II | Crescendosvällare |               |        |
| Mixtur V        |                   |               |        |
| Trumpet 8'      |                   |               |        |

## Omgivning

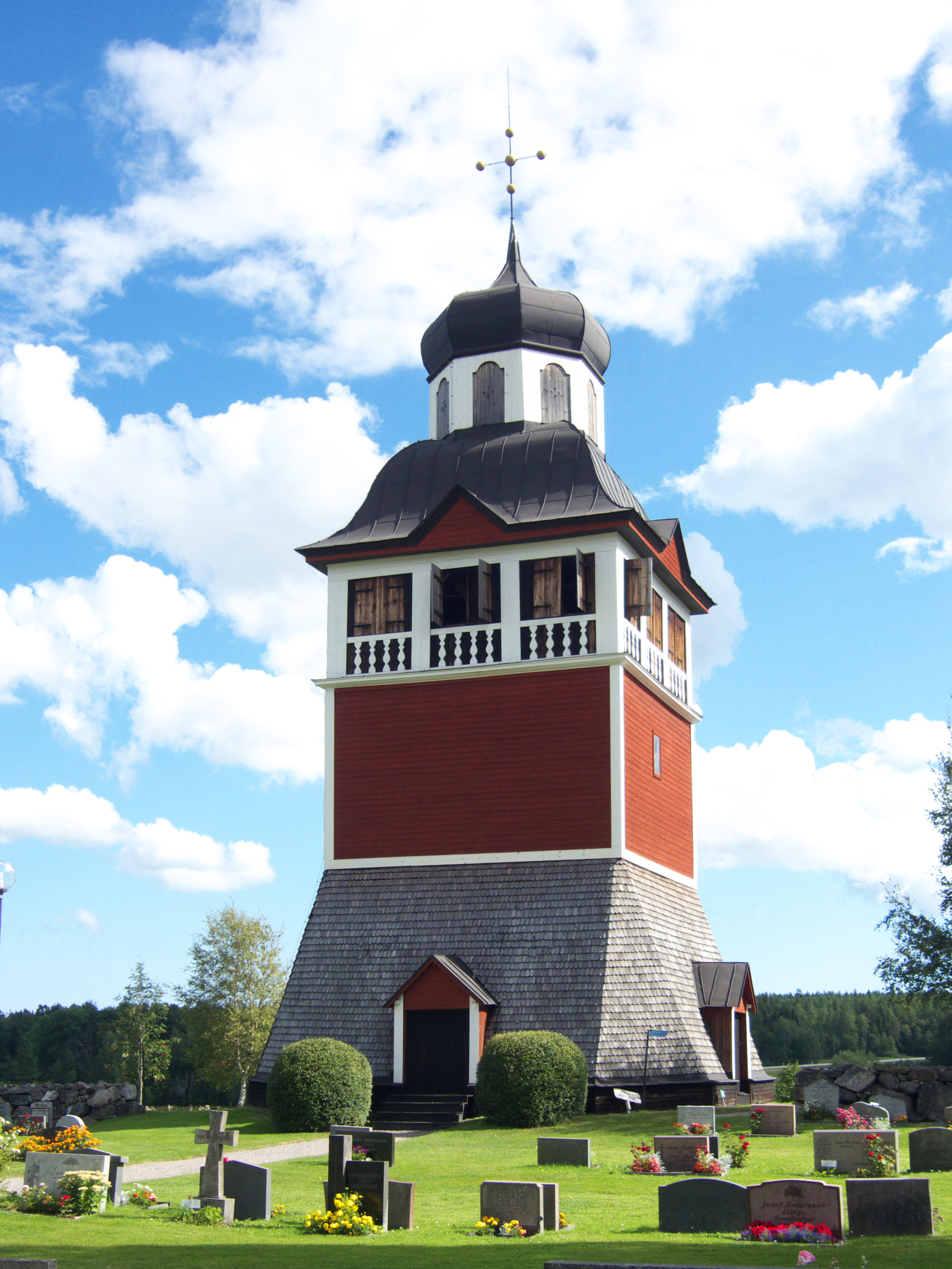
Klockstapeln vid Österlövsta kyrka

- Nuvarande klockstapel uppfördes troligen 1723. I stapeln hänger tre klockor. Mellanklockan och lillklockan skänktes 1722 av Charles De Geer medan storklockan göts 1813 av C F Grönwall i Stockholm.
- Nuvarande prästgård uppfördes 1727 av Charles de Geer och är byggd som en karolinsk sätesgård med säteritak.

## Bildgalleri

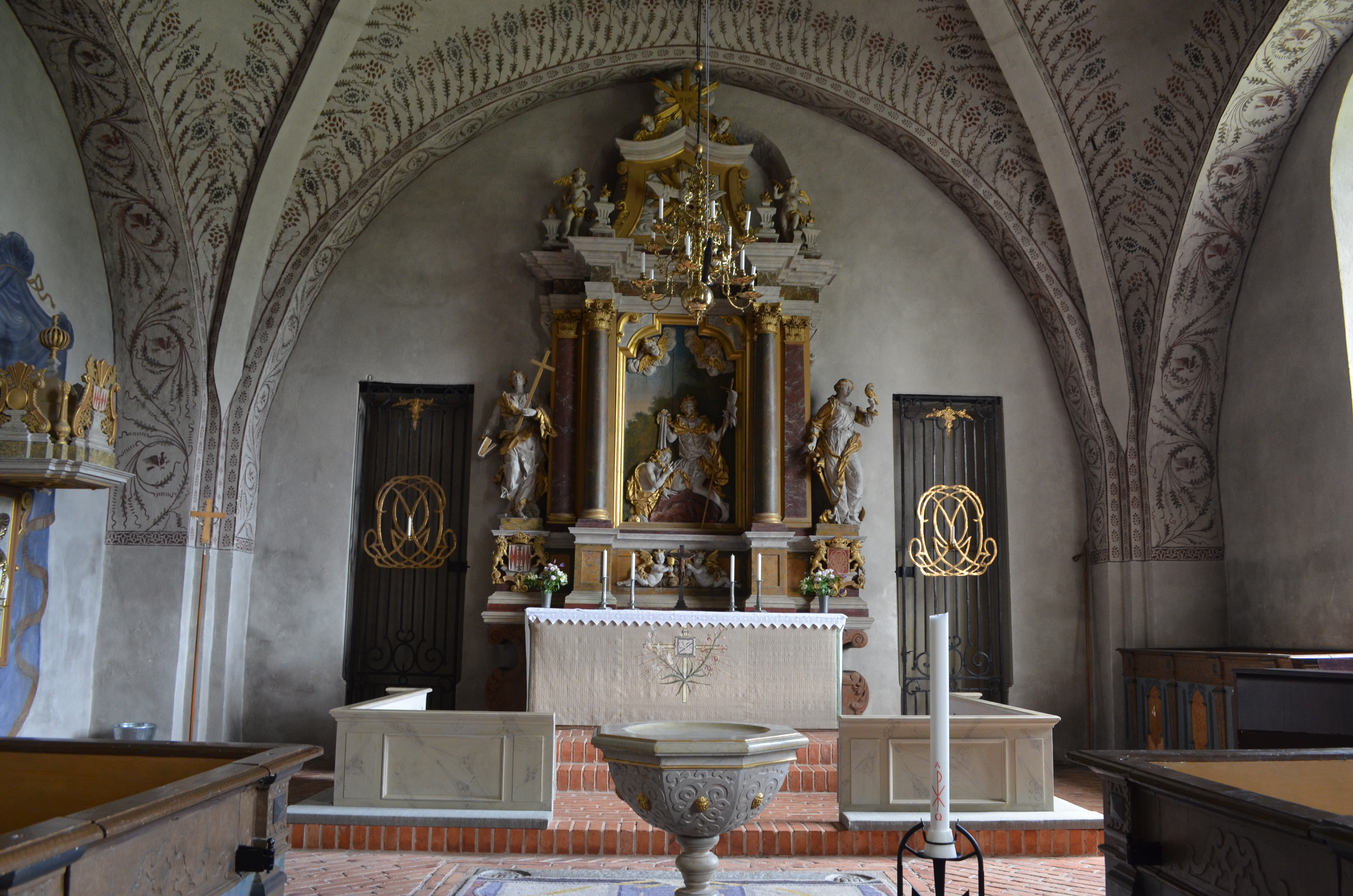
Österlövsta kyrkas altare
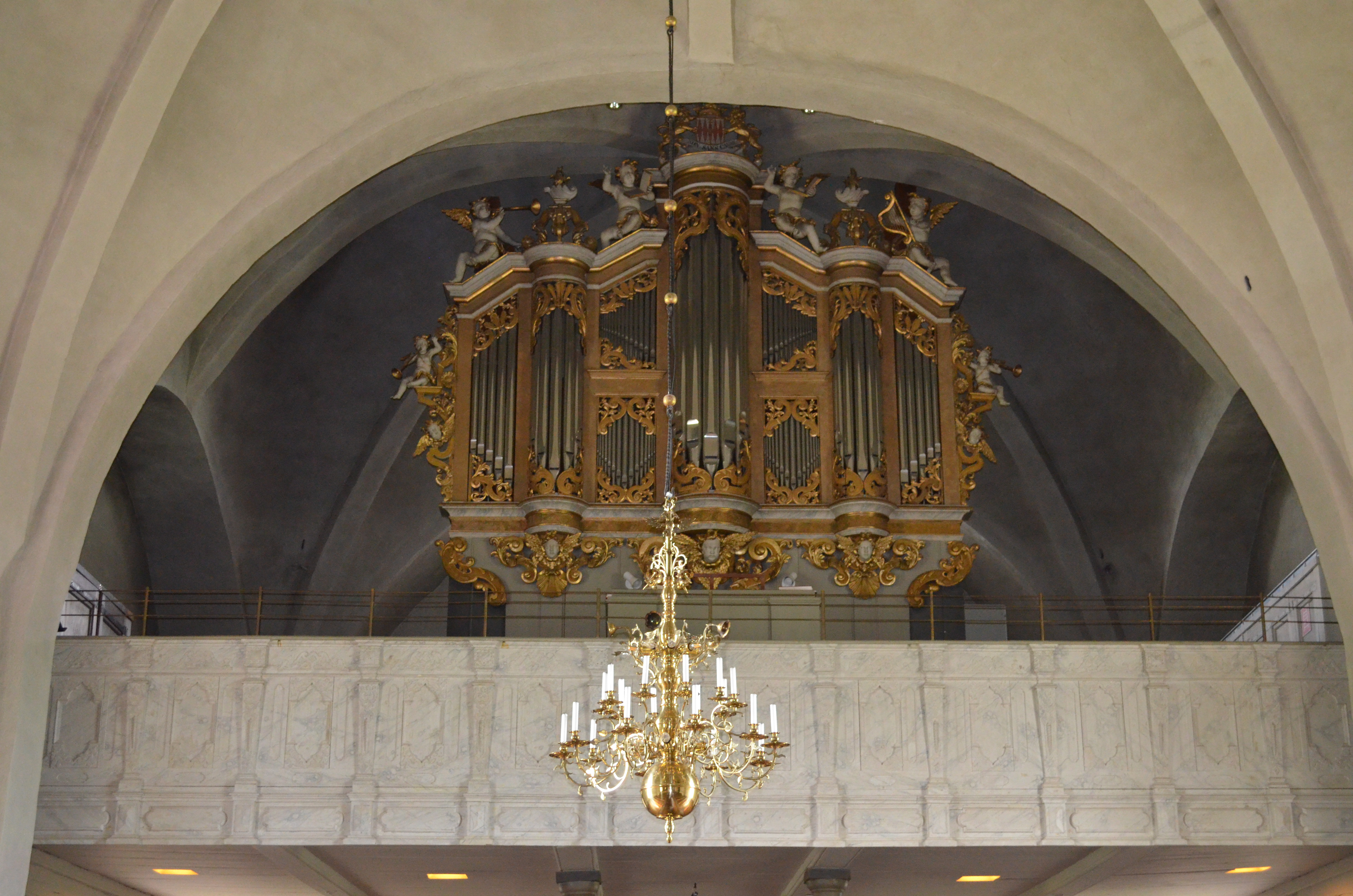
Österlövsta kyrkas kyrkorgel
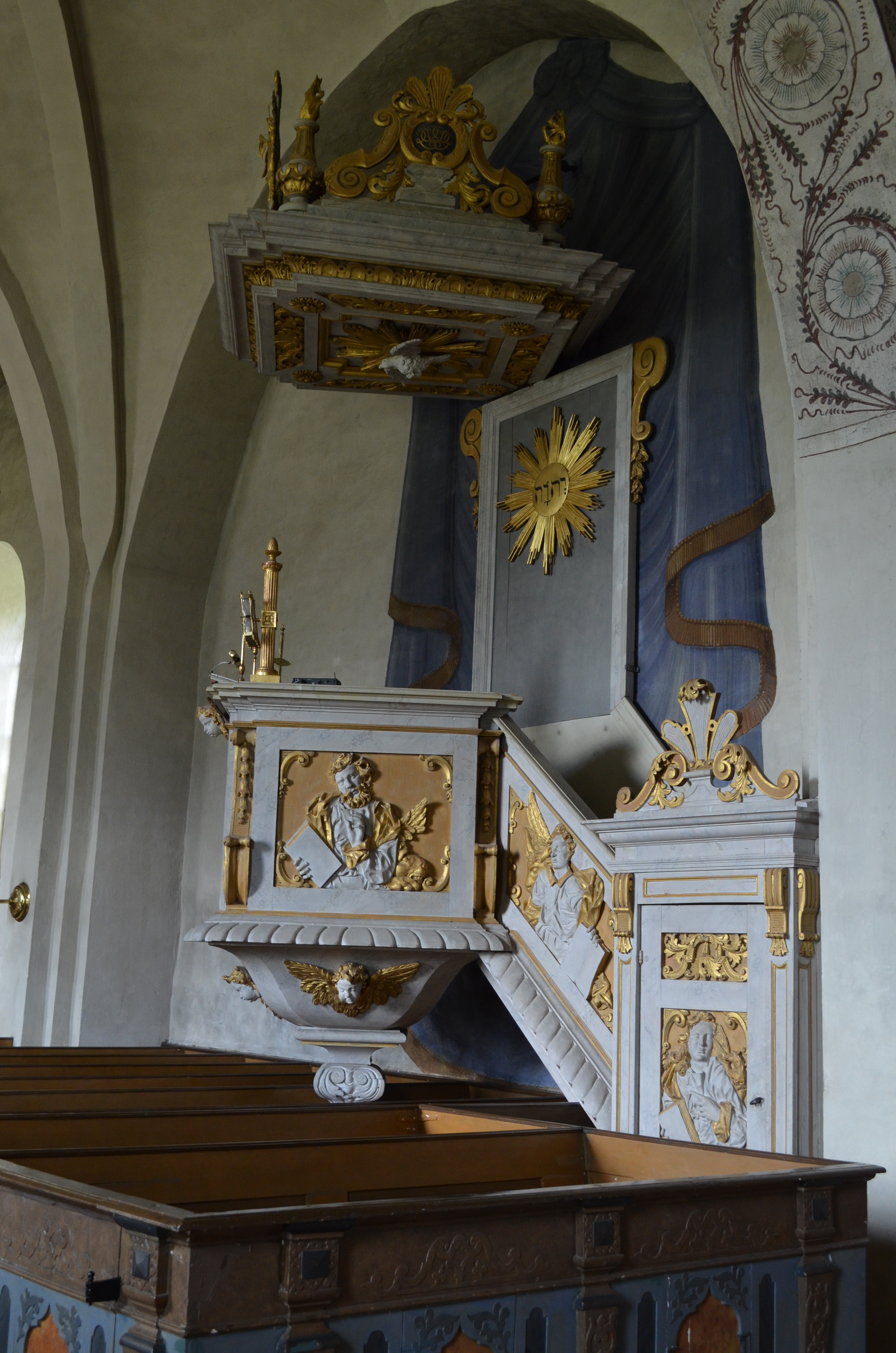
Österlövsta kyrkas predikstol
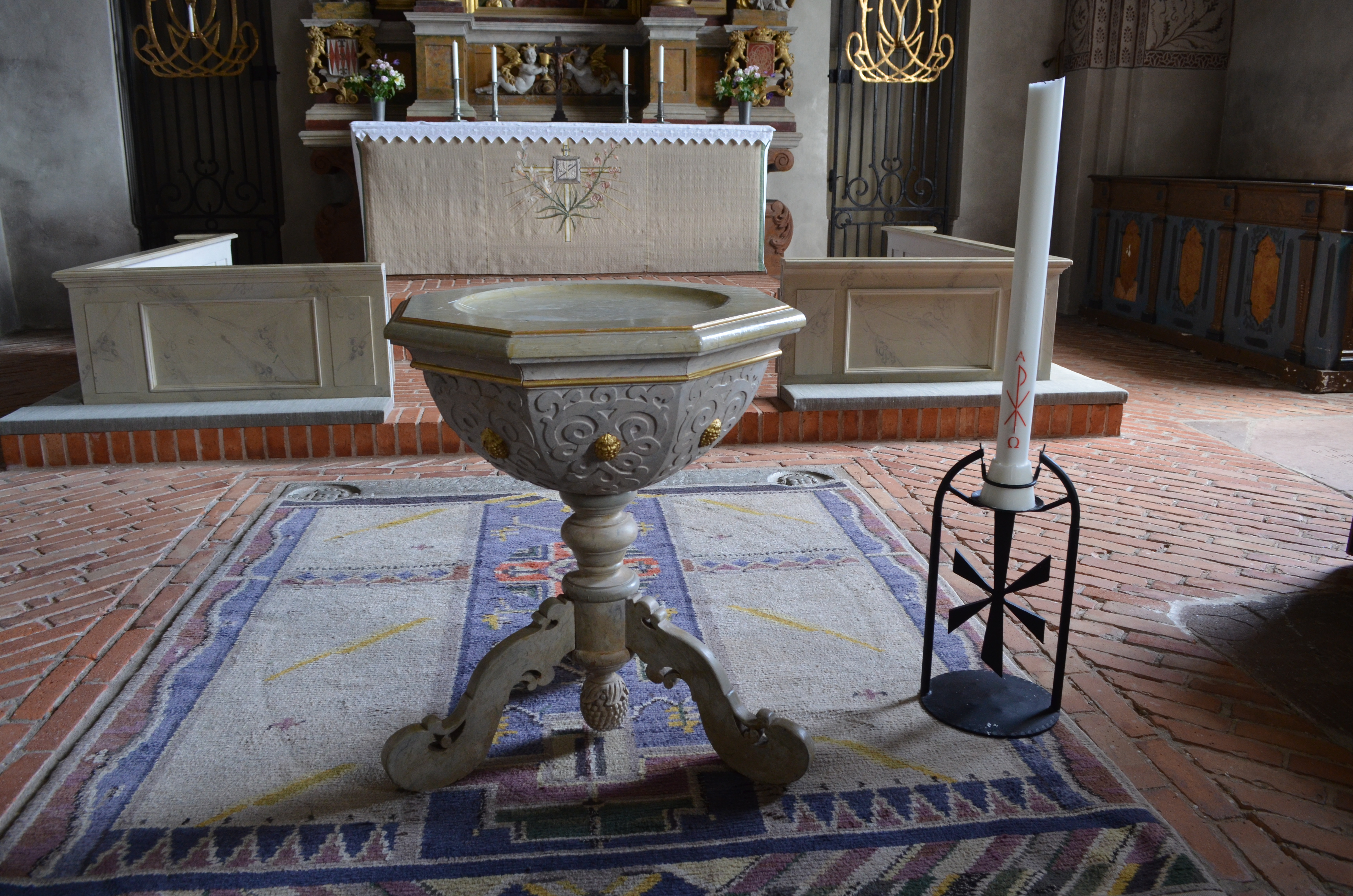
Österlövsta kyrkas dopfunt